# ملکه ما (شیائومین رنگ)
امپراتریس شیائومین رنگ (۱۳۷۸–۱۴۰۲)، از خاندان ما، همسر امپراتور جیان‌ون و دومین همسر امپراتوری چین در سلسله مینگ بود.

## زندگی نامه
متولد ۱۳۷۸، ما دختر یکی از مقامات شهر یینگتین در نانجینگ امروزی به نام ما گوان (馬全) بود. او با ژو یون‌ون، نوه امپراتور هونگ‌وو، ازدواج کرد و در سال ۱۳۹۵ به عنوان همسر وارث بزرگ امپراتور (چینی: 皇太孙妃; پین‌یین: Huáng Tàisūnfēi) منصوب شد.
ژو یون‌من در سال ۱۳۹۸ به تخت سلطنت نشست و ما در دومین ماه سلطنت او به عنوان امپراتریس همسر منصوب شد. او دو پسر داشت: ژو وان‌گویی، ولیعهد هه‌جیان، و ژو ون‌گویی، پرنس های از رون، که هر دو پس از مرگشان مورد احترام قرار گرفتند.
در سال ۱۴۰۲، ژو دی نانجینگ را غارت کرد و  کاخ را آتش زد، جایی که امپراتریس ما در آنجا جان باخت.

## عناوین
- در دوران سلطنت امپراتور هونگ‌وو (سلطنت: ۱۳۶۸–۱۳۹۸):
  - بانوی ما (馬氏; از ۱۳۷۸)
  - همسر وارث بزرگ امپراتوری (皇太孙妃; از ۱۳۹۵)
- در دوران سلطنت امپراتور جیان‌ون (سلطنت: ۱۳۹۸–۱۴۰۲):
  - امپراتریس (皇后; از ۳۰ ژوئن ۱۳۹۸)
- در دوران سلطنت امپراتور هونگ‌گوآنگ (سلطنت: ۱۶۴۴–۱۶۴۵):
  - ملکه‌ی امپراتوری شایسته، با فرزانگی و حکمتی از جانب آسمان (孝愍溫貞哲睿肅烈襄天弼聖讓皇后; از ۱۶۴۴)

## فرزندان
- به عنوان همسر وارث بزرگ امپراتوری:
  - ژو وان‌گویی، ولیعهد هه‌جیان (和簡皇太子 朱文奎; ۳۰ نوامبر ۱۳۹۶ – ۱۴۰۲)، اولین پسر امپراتور جیان‌ون:
- به عنوان امپراتریس:
  - ژو ون‌گویی، پرنس هواي رن (潤懷王 朱文圭; ۱۴۰۱–۱۴۵۷)، دومین پسر امپراتور جیان‌ون:

## نکته ها
ژانگ (۱۷۳۹)، زندگی‌نامه تاریخی ۱
1. ↑  «Ma (3) – (c1377 – 1396): Chinese empress consort». http://www.abitofhistory.net/html/rhw/body_files/m_body.htm. ۱۱ ژانویه ۲۰۱۳. پیوند خارجی در |وبگاه= وجود دارد (کمک)
2. ↑  «Ma (3) – (c1377 – 1396): Chinese empress consort». http://www.abitofhistory.net/html/rhw/body_files/m_body.htm. ۱۱ ژانویه ۲۰۱۳. پیوند خارجی در |وبگاه= وجود دارد (کمک)
3. ↑  Zhang (1739), Historical Biography 1

## مراجع

### Citations
| خانواده سلطنتی چین          | خانواده سلطنتی چین        | خانواده سلطنتی چین   |
| --------------------------- | ------------------------- | -------------------- |
| پیشین: امپراتریس شیائو سی‌گا | ملکه سلسله مینگ ۱۳۹۹-۱۴۰۲ | پسین: ملکه رن شیاوون |

1. ↑  چینی ساده: 孝愍温贞哲睿肃烈襄天弼圣让皇后; چینی سنتی: 孝愍溫貞哲睿肅烈襄天弼聖讓皇后